# La Statue animée
Pour les articles homonymes, voir La Statue (homonymie).
 (juillet 2025).
Pour plus de détails, voir Fiche technique et Distribution.
La Statue animée est un film muet français réalisé par Georges Méliès, sorti en 1903 au début du cinéma muet.

## Synopsis
Dans un jardin baroque, un professeur de peinture de la France du XVIIIe siècle va peindre une statue nichée dans une grotte ouvragée. Il s'absente, et un homme transforme un ballot en piédestal, un ballon en tête de femme, une serviette en buste et un gilet en jambes, ce qui donne une statue, en réalité vivante. Avec ses élèves, le professeur commence la leçon, mais la statue lui vole son chapeau. Finalement, la statue se transforme en fontaine, où il se débat ; l'homme du début l'y pousse, afin qu'il soit trempé, sous les rires de ses élèves.